# Willi Sauer

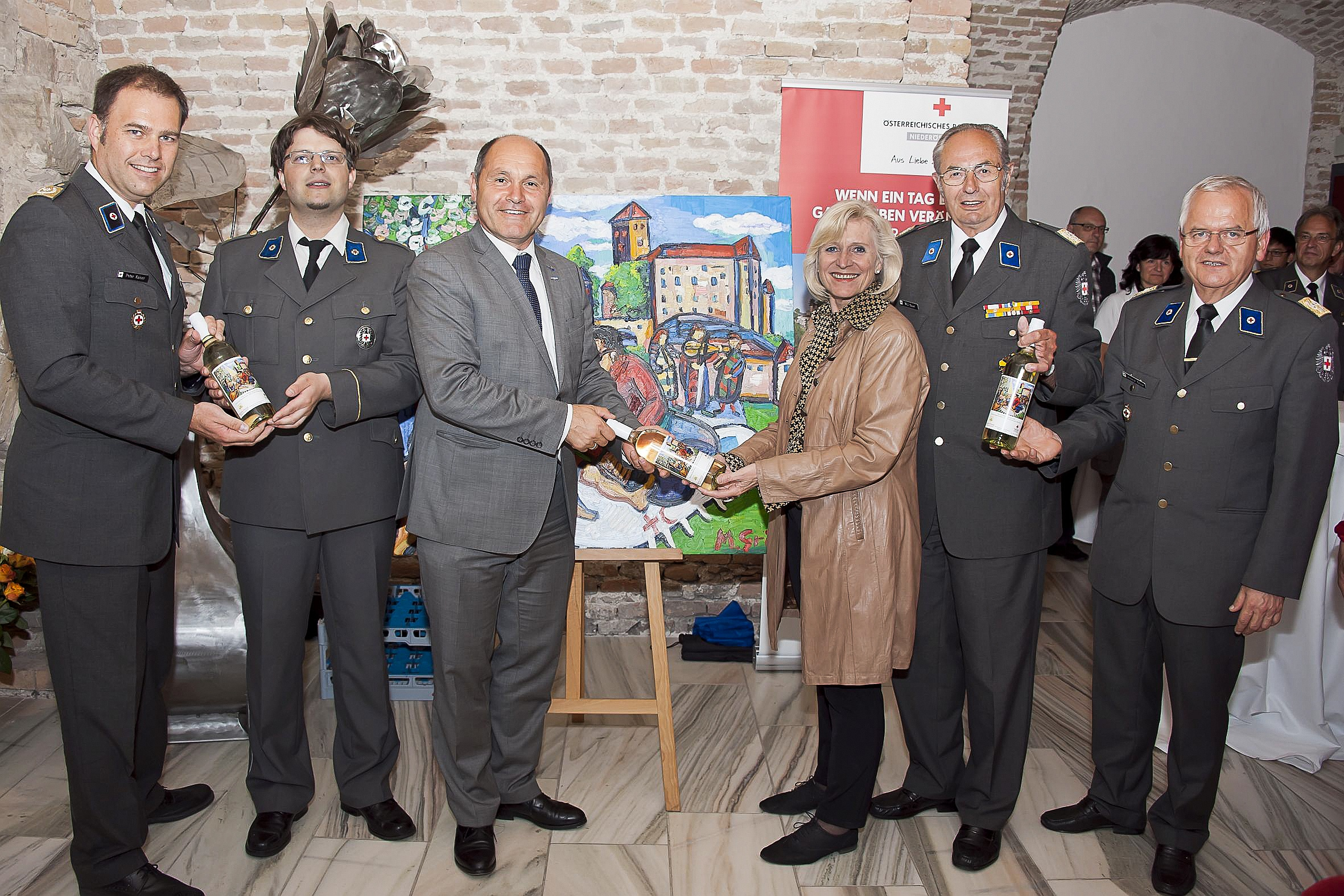
Präsentation des Rot-Kreuz-Weines anlässlich des Weltrotkreuztages auf Stift Göttweig 2012. Peter Kaiser, Matthias Laurenz Gräff, Wolfgang Sobotka, Anna Höllerer, Willi Sauer und Leopold Rötzer

Willi Sauer (* 17. Dezember 1938 in Großgerharts) ist ein ehemaliger österreichischer Politiker (ÖVP) und Landwirt. Sauer war von 1994 bis 1999 Abgeordneter zum Österreichischen Nationalrat und von 2006 bis 2016 Präsident des Roten Kreuzes Niederösterreich.

## Leben
Sauer besuchte von 1944 bis 1952 die Volks- und Hauptschule und war ab 1952 als Landwirt tätig. 1994 wurde ihm der Berufstitel Ökonomierat verliehen.
Politisch engagierte sich Sauer zunächst in der Marktgemeinde Thaya. Er gehörte von 1968 bis 1969 sowie von 1975 bis 1990 dem Gemeinderat an und war zwischen 1975 und 1985 Vizebürgermeister. Er vertrat die ÖVP zwischen 1988 und 1993 im Niederösterreichischen Landtag und war zwischen dem 7. November 1994 und dem 28. Oktober 1999 Abgeordneter zum Nationalrat.
Sauer war zudem ab 1990 Obmann der Bezirksbauernkammer Waidhofen an der Thaya und ab Kammerrat der Bezirksbauernkammer. 1981 wurde er zum Obmann des Verbandes Waldviertler Fleckviehzüchter gewählt und war ab 1994 Obmann der Zentralen Arbeitsgemeinschaft Österreichischer Rinderzüchter. Am 10. Juni 2006 wurde Sauer zum Präsidenten des Niederösterreichischen Roten Kreuz gewählt. Zuvor war er bereits Vizepräsident gewesen. 2016 trat er nicht mehr zur Wahl an. Sein Nachfolger wurde der bisherige Vizepräsident Josef Schmoll.

## Auszeichnungen
- Goldenes Verdienstzeichen der Republik Österreich
- Verdienstkreuz I. Klasse (Rotes Kreuz)
- Verdienstzeichen des Niederösterreichischen Landesfeuerwehrverbandes 1. Klasse in Gold (2013)
- Silberne Komturkreuz des Ehrenzeichens für Verdienste um das Bundesland Niederösterreich[3]